# Pidhirci
Pidhirci (in ucraino Підгірці, in polacco Podhorce) è un villaggio dell'Ucraina di circa 1 000 abitanti, situato nell'Oblast' di Leopoli, nella parte occidentale dello Stato. È conosciuto sia per il suo castello che il monastero basiliano dell'Annunciazione.
Il primo monastero basiliano nel villaggio fu fondato da una principessa di nome Olena nel 1180. Nel 1682 il villaggio fu ereditato dalla famiglia Sobieski, mentre nel 1728 il castello fu acquistato dalla famiglia Rzewuski e ampliato da Wacław Rzewuski, che nel 1766 costruì anche la chiesa cattolica dedicata a San Giuseppe. Tra il 1869 e il 1939 il complesso del castello fu proprietà della famiglia Sanguszko, che lo trasformò in un museo.
Pidhirci soffrì a causa della seconda guerra mondiale e del dominio sovietico, e le collezioni presente furono sparse tra diversi musei situati in Polonia e in Ucraina.

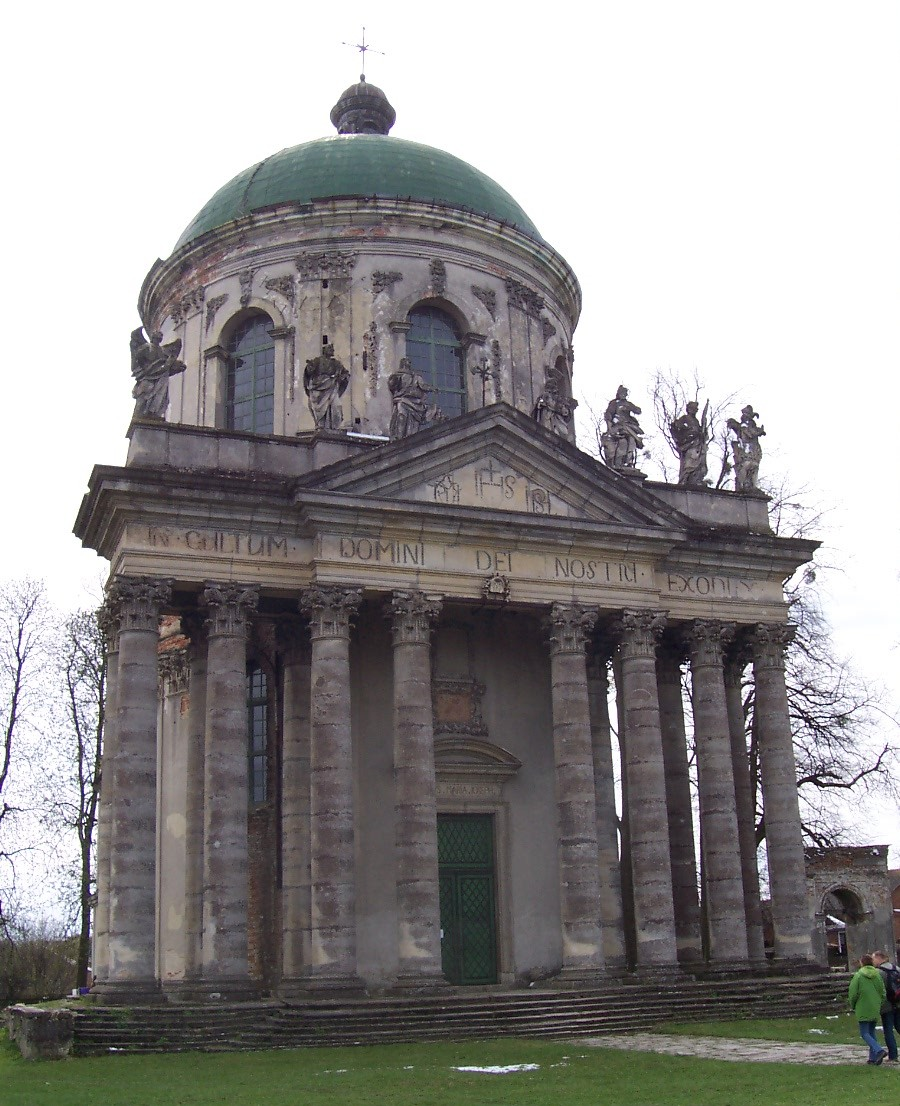
La chiesa cattolica di rito latino, dedicata a San Giuseppe